# Список первых лордов Адмиралтейства
Первый лорд Адмиралтейства (англ. First Lord of the Admiralty) — должность, означающая председательство в комитете лордов Адмиралтейства. С 1806 года её занимали только гражданские лица, являющиеся профессиональными политиками, и таким образом она является аналогом министра военно-морских сил других государств.
| Дата назначения         | Первый лорд                                                                          |
| ----------------------- | ------------------------------------------------------------------------------------ |
| 1709                    | Эдвард Рассел, граф Орфорд                                                           |
| 1710                    | сэр Джон Лик                                                                         |
| 1712                    | Томас Вентуорт, граф Страффорд                                                       |
| 14 октября 1714         | Эдвард Рассел, граф Орфорд                                                           |
| 16 апреля 1717          | Джеймс, граф Беркли                                                                  |
| 2 августа 1727          | Джордж Бинг, виконт Торрингтон                                                       |
| 21 июня 1733            | сэр Чарльз Уэйджер                                                                   |
| 19 марта 1742           | Даниел Финч, граф Уинчилси и Ноттингем                                               |
| 27 декабря 1744         | Джон Рассел, герцог Бедфорд                                                          |
| 26 февраля 1748         | Джон Монтегю, 1-й граф Галифакс                                                      |
| 22 июня 1751            | Джордж, лорд Ансон                                                                   |
| 17 ноября 1756          | Ричард Гренвилл-Темпл, 2-й граф Темпл                                                |
| 6 апреля 1757           | Даниел Финч, граф Винчелси и Ноттингем                                               |
| 26 сентября 1757        | Джордж, лорд Ансон                                                                   |
| 17 июня 1762            | Джордж Монтегю-Данк, 2-й граф Галифакс                                               |
| 1 января 1763           | Джордж Гренвиль                                                                      |
| 20 апреля 1763          | Джон Монтегю, 4-й граф Сандвич                                                       |
| 16 сентября 1763        | Джон Персиваль, граф Эгмонт                                                          |
| 15 сентября 1766        | сэр Чарльз Сондерс                                                                   |
| 11 декабря 1766         | сэр Эдвард Хок (позже лорд Хок)                                                      |
| 12 января 1771          | Джон Монтегю, 4-й граф Сандвич                                                       |
| 1 апреля 1782           | адмирал Огастес Кеппель (позже виконт Кеппель)                                       |
| 30 января 1783          | Ричард, виконт (позже граф) Хау                                                      |
| 10 апреля 1783          | Огастес Кеппель, виконт Кеппель                                                      |
| 31 декабря 1783         | Ричард Хау, виконт Хау                                                               |
| 16 июля 1788            | Джон Питт, 2-й граф Четэм                                                            |
| 19 декабря 1794         | Спенсер, Джордж, 2-й граф Спенсер                                                    |
| 19 февраля 1801         | Джон Джервис, граф Сент-Винсент                                                      |
| 15 мая 1804             | Генри Дандас, 1-й виконт Мелвилл                                                     |
| 2 мая 1805              | Чарльз Мидлтон, лорд Бэрхэм                                                          |
| 16 февраля 1806         | Чарльз Грей (позже граф Грей)                                                        |
| 29 сентября 1806        | Томас Гренвилл                                                                       |
| 6 апреля 1807           | Генри Фипс, барон (позже граф) Малгрейв                                              |
| 3 июля 1810             | Чарльз Филипп Йорк                                                                   |
| 25 марта 1812           | Роберт Дандас, 2-й виконт Мелвилл                                                    |
| 2 мая 1827              | Уильям Генри, герцог Кларенс (позже король Вильгельм IV), как Верховный Лорд адмирал |
| 19 сентября 1828        | Роберт Дандас, 2-й виконт Мелвилл                                                    |
| 25 ноября 1830          | сэр Джеймс Роберт Джордж Грэхем, баронет                                             |
| 11 июня 1834            | Джордж Иден, барон (позже граф) Окленд                                               |
| 23 декабря 1834         | Томас Филипп, граф де Грей                                                           |
| 25 апреля 1835          | Джордж Иден, барон Окленд                                                            |
| 19 сентября 1835        | Гилберт Эллиот-Мюррей-Кинимаунд, граф Минто                                          |
| 8 сентября 1841         | Томас Гамильтон, граф Хаддингтон                                                     |
| 13 января 1846          | Эдвард Лоу, граф Элленборо                                                           |
| 24 июля 1846            | Джордж Иден, граф Окленд                                                             |
| 18 января 1849          | сэр Фрэнсис Торнхилл Баринг (позже лорд Нортбрук)                                    |
| 28 февраля 1852         | Элджернон Перси, 4-й герцог Нортумберленд                                            |
| 5 января 1853           | сэр Джеймс Роберт Джордж Грейам, баронет                                             |
| 24 февраля 1855         | сэр Чарльз Вуд, баронет (позже виконт Галифакс)                                      |
| 26 февраля 1858         | сэр Джон Сомерсет Пакингтон, баронет (позже лорд Хэмптон)                            |
| июнь 1859               | Эдвард Адольфус Сеймур, герцог Сомерсет                                              |
| 6 июля 1866             | сэр Джон Сомерсет Пакингтон, баронет                                                 |
| 8 марта 1867            | Генри Томас Лоули Корри                                                              |
| 9 декабря 1868          | Хью Куллинг Эрдли Чайлдерс                                                           |
| 9 марта 1871            | Джордж Иоахим Гошен (позже виконт Гошен)                                             |
| 21 февраля 1874         | Джордж Уорд Хант                                                                     |
| 7 августа 1877 (прибл.) | Уильям Генри Смит                                                                    |
| 28 апреля 1880          | Томас Джордж, граф Нортбрук                                                          |
| 24 июня 1885            | лорд Джордж Фрэнсис Гамильтон                                                        |
| 6 февраля 1886 (прибл.) | Джордж Фредерик Сэмюэл, маркиз Рипон                                                 |
| 26 июля 1886            | лорд Джордж Фрэнсис Гамильтон                                                        |
| 18 августа 1892         | Джон Пойнтц Спенсер, 5-й граф Спенсер                                                |
| 25 июня 1895            | Джордж Иоахим Гошен                                                                  |
| 12 ноября 1900          | Уильям Уолдгрейв, граф Селбурн                                                       |
| 4 марта 1905            | Фредерик Арчибальд Воган, граф Кавдор                                                |
| декабрь 1905            | Эдвард Маржорибэнкс, барон Твидмут                                                   |
| апрель 1908             | Реджинальд Маккенна                                                                  |
| октябрь 1911            | Уинстон Черчилль                                                                     |
| май 1915                | Артур Джеймс Бальфур (позже граф Бальфур)                                            |
| декабрь 1916            | сэр Эдвард Генри Карсон (позже барон Карсон)                                         |
| июль 1917               | сэр Эрик Кэмпбелл Геддес                                                             |
| октябрь 1919            | Уолтер Хьюм Лонг (позже виконт Лонг)                                                 |
| февраль 1921            | Артур Гамильтон, барон (позже виконт) Ли Фархэм                                      |
| октябрь 1922            | Леопольд Стеннетт Эмери                                                              |
| январь 1924             | Фредерик Тесиджер, виконт Челмсфорд                                                  |
| ноябрь 1924             | Уильям Клайв Бриджмен (позже виконт Бриджмен)                                        |
| июнь 1929               | Альберт В. Александер                                                                |
| август 1931             | сэр Остин Чемберлен                                                                  |
| ноябрь 1931             | сэр Болтон Мередит Эйрс Монселл                                                      |

| Годы в должности | Первый лорд                                |
| ---------------- | ------------------------------------------ |
| 1936—1937        | Хор, Сэмюэль, 1-й виконт Тэмплвуд          |
| 1937—1938        | Дафф Купер, 1-й виконт Норвич              |
| 1938—1939        | Джеймс Ричард Стэнхоуп, 7-й граф Стэнхоуп  |
| 1939—1940        | Уинстон Черчилль                           |
| 1940—1945        | Альберт В. Александер                      |
| 1945             | Бернард Брэкен, 1-й виконт Брэкен          |
| 1945—1946        | Альберт В. Александер                      |
| 1946—1951        | Джордж Холл, 1-й виконт Холл               |
| 1951             | Фрэнк Пакенем, 7-й граф Лонгфорд           |
| 1951—1956        | Джеймс Томас, 1-й виконт Силсеннин         |
| 1956—1957        | Квинтин Хогг, 2-й виконт Хейлшем           |
| 1957—1959        | Джордж Дуглас-Гамильтон, 10-й граф Селкирк |
| 1959—1963        | Питер Каррингтон, 6-й барон Каррингтон     |
| 1963—1964        | Джордж Джеллико, 2-й граф Джеллико         |